# Urdampilleta
Urdampilleta é uma localidade do partido de Bolívar, da Província de Buenos Aires, na Argentina. Possui uma população estimada em 2.524 habitantes (INDEC 2001).